# 로런스 벤더

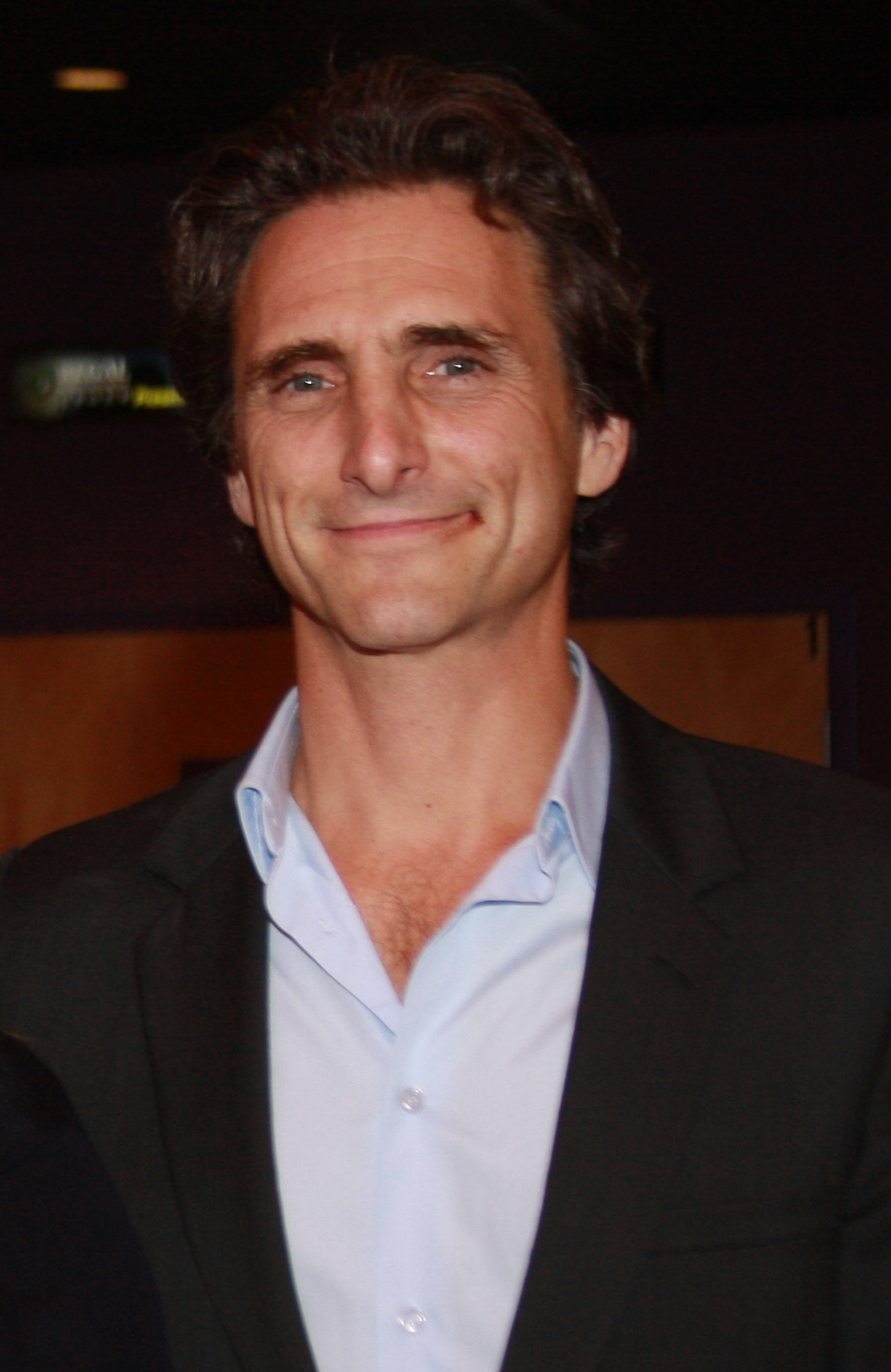
로런스 벤더

로런스 벤더(Lawrence Bender, 1957년 10월 17일 ~ )는 미국의 영화 제작자이다.

## 제작 작품
- 폰조 (2020)